# Liphistius pilok
Espèce
Liphistius pilok est une espèce d'araignées mésothèles de la famille des Liphistiidae.

## Distribution
Cette espèce est endémique de la province de Kanchanaburi en Thaïlande,. Elle se rencontre dans l'amphoe Thong Pha Phum.

## Description
Le mâle holotype mesure 16,92 mm et la femelle paratype 22,00 mm.

## Systématique et taxinomie
Cette espèce a été décrite par Tanikawa et Petcharad en 2023.

## Étymologie
Son nom d'espèce lui a été donné en référence au lieu de sa découverte, Tambon Pilok.

## Publication originale
- Tanikawa & Petcharad, 2023 : « Two new species of Liphistius (Araneae: Liphistiidae) from Thailand. » Acta Arachnologica, vol. 72, no 1, p. 1-8.